# ماريو رودريغيز
ماريو رودريغيز (بالإسبانية: Mario Rodríguez Varela)‏ (20 أكتوبر 1937 بوينس آيرس الأرجنتين - 10 مايو 2015 بوينس آيرس الأرجنتين) هو لاعب كرة قدم أرجنتيني سابق كان يلعب كمهاجم.

## روابط خارجية
- ماريو رودريغيز على موقع الاتحاد الأوربي (الإنجليزية)
- ماريو رودريغيز على موقع قاعدة بيانات كرة القدم.إي يو (الإنجليزية)
- ماريو رودريغيز على موقع ناشيونال فوتبول تيمز (الإنجليزية)